# Корисні копалини Малайзії
Корисні копалини Малайзії. 

## Загальна характеристика
У  надрах країни є запаси нафти і газу, руд олова, вольфраму, бокситів, заліза, тантало-ніобатов, міді, а також невеликі родовища бурого вугілля, руд марганця, титану, золота, ртуті, стибію, фосфоритів, каоліну (табл. 1).
Таблиця. 1 – Основні корисні копалини Малайзії станом на 1998-1999 рр.
| Корисні копалини               | Запаси       | Запаси   | Вміст корисного компоненту в рудах,% | Частка у світі, % |
| Корисні копалини               | Підтверджені | Загальні | Вміст корисного компоненту в рудах,% | Частка у світі, % |
| Боксити, млн т                 | 67           | 238      | 54 (Al2O3)                           | 0,2               |
| Барит, тис. т                  | 2000         | 4000     | 80 (BaSO4)                           | 0,6               |
| Вольфрам, тис. т               | 15           | 20       | 0,7 (WO3)                            | 0,6               |
| Залізні руди, млн т            | 120          | 225      | 58 (Fe)                              | 0,1               |
| Золото, т                      | 8            | 30       | 2,5 г/т                              |                   |
| Марганцеві руди, млн т         |              | 2        |                                      |                   |
| Мідь, тис. т                   | 400          | 400      | 0,51 (Cu)                            | 0,1               |
| Нафта, млн т                   | 682,3        |          |                                      | 0,5               |
| Пентоксид ніобію, тис. т       | 1            | 2        | 0,05 (Nb2O5)                         | 0,01              |
| Олово, тис. т                  | 1200         | 1200     | 0,3                                  |                   |
| Природний горючий газ, млрд м3 | 2500         |          |                                      | 1,7               |
| Вугілля, млн т                 | 294          | 1252     |                                      |                   |
| Пентоксид танталу, т.          | 900          | 1800     | 0,02 (Та2О5)                         | 1,17              |

## Окремі види корисних копалин
Мінеральна енергетична сировина. Виділяють три нафтогазових бас. – Саравакський, Сіамський і Сандаканський. Саравакський приурочений до крайового кайнозойського прогину, Сіамський розташований в міжгірському кайнозойському прогині, Сандаканський – в сучасному геосинклінальному прогині. Виявлено бл. 60 нафтових та газових родов., найбільші морські родов.: Тапіс (41 млн т), Барам (32 млн т), Вест-Лутонг (24 млн т), на суші розташоване значне родов. Мірі (14 млн т). Нафтоносні пісковики неогену; газ пов'язаний з піщаними і карбонатними породами олігоцену-неогену. Глибини залягання продуктивних горизонтів 0,09-3,7 км.
Вугілля. Родов. викопного вугілля приурочені до неогенових відкладів, низькоякісних лігнінів (Зах. М.) – відкладів міоцену. У шт. Саравак вугілля міоценового віку відмічені у районах Садонга, Сілантека і Мукахе. На родов. Сілантек, що містить вугілля від антрациту до коксівного, доведені запаси становлять 7,25 млн т, а прогнозні оцінюються в 50 млн т.
Уран. Уранова мінералізація виявлена вздовж сх. узбережжя штатів Келантан (Улу-Келантан) і Паханг (хр. Тітівангса). В алювіальних розсипах Зах. М. зустрічається монацит (торієва руда).
Залізо. Найбільші родов. зал. руд Зах. М. розташовані на контактах г.п. з гранітоїдами. Гол. рудний мінерал – магнетит, зустрічається гематит, а в зоні окиснення – лімоніт. Майже всі найважливіші родов. (в Букіт-Дратуй і Улу-Ромпін) відпрацьовані. В шт. Саравак магнетитові родов. відомі в районах Бау і Сабенг; в районі Панда масивні магнетитові руди – на контакті діоритів і дацит-андезитів. 
Марганець. Родов. марганцевих руд в Зах. М. невисокої якості (Mn до 40%). Серед них виділені родов. гідротермальні, осадові і залишкові. Гол. рудні мінерали – піролюзит і псиломелан. Найбільше родов. – Сунгай-Арінг (шт. Келантан). У шт. Сабах марганцеві родов. формувалися як залишкові при латеритному вивітрюванні марганцевих порід крейди-міоцену. Руда складена невеликими конкреціями г.ч. псиломелану і піролюзиту.
Титанові руди представлені ільменітом, який зустрічається г.ч. в асоціації з каситеритом в алювіальних розсипах Зах. М. і добуваються як побічний продукт при розробці оловоносних розсипів.
Хромові руди. Запаси хромових руд не встановлені. Невеликі хромітові родовища пов'язані з ультраосновними породами в шт. Сабах і центр. поясі п-ова Малакка; місцями хроміт утворює багаті пласти, лінзи і кишені.
Руди кольорових металів. У Зах. М. бокситоносні латеритні кори вивітрювання встановлені на крайньому півдні п-ова (шт. Джохор), де вони розвинені г.ч. по вулканітам і частково по гранітам-мікропегматитам (Кім-Кім, Рамунія і інш.).
Осн. запаси мідних руд зосереджені на мідно-порфіровому родов. Мамут. Прогнозні запаси цього родов. складають понад170 млн т руди при сер. вмісті Cu 0,47%.
Нікеленосні латерити відомі в шт. Сабах (найбільші родов. – в центр. частині). Вони формувалися при латеритизації глинистих ґрунтів, розвинених на ультраосновних породах. 
Олово. За ресурсами олова Малайзія займає 4-е місце серед країн світу (після Бразилії, Китаю та Індонезії, 2002) – 9,7% світових ресурсів (4,6 млн т). За підтвердженими запасами М. займає 3-є місце після Китаю та Бразилії (1999). Олов'яні руди представлені корінними і розсипними родов. Гол. рудний мінерал – каситерит. Зустрічаються штокверки, жили, жильні зони, вкраплені і неправильні рудні тіла. Осн. обсяг видобутку олова пов'язаний з алювіальними розсипними родовищами (долина р. Кінта, шт. Перак).
Стибій. Родов. стибієвих руд зосереджені в шт. Саравак у вапняках (жили, лінзи і кишені). Гол. рудний мінерал – антимоніт, зустрічаються валентиніт, цервантит, джемсоніт та ін.
Золото. Відомо дек. алювіальних золотоносних розсипів в центр. поясі Зах. М. Частина золота зустрічається в асоціації з олов'яними рудами, де воно добувається як побічний продукт. Золото і срібло встановлені на поліметалічному родов. Улу-Сокор, в мідно-порфіровому родов. Мамут (шт. Сабах). Золоторудне корінне родов. – Рауб.
Ніобій. Родовища ніобію Малайзії – розсипні, відпрацьовуються значною мірою старательським способом.
Барит. Найвідоміші родовища бариту розташовані в Зах. М.: Букіт-Пенчурі (шт. Келантан), Куала-Тренгану (шт. Тренгану) і Букіт-Бату-Путіх (шт. Негрі-Сембілан). Найбільше родовище – Тасек-Чіні (500 тис.т) у штаті Паханг. Воно асоціює із залізом-марганцевими рудами у вулканогенно-осадових породах і представлене неправильними лінзами. Вміст BaSO4 90-97%. 
Інші корисні копалини. У країні є родов. вапняків, доломіту, глин, кварцових пісків, кварцитів, вияви піриту.